# Brita Kristina Appelbom
Brita Christina Appelbom, född Clerck den 30 oktober 1675 i Stockholm, död där den 3 mars 1757, var en svensk friherrinna och tillfällighetsdiktare.

## Biografi
Brita Christina Appelbom var dotter till friherre Hans Hansson Clerck och Anna Kristina Jonasdotter Bure, och gifte sig med amiralen friherre Anders Appelbom (1652–1721). I äktenskapet med Appelbom föddes flera barn, däribland Magdalena Christina, gift friherrinna Lagerfelt.
Oscar Levertin har skildrat hur hon förkroppsligar en hel generation: "Som denna i förtid åldrade kvinna står där i sin änkedräkt med den vita snibbhuvan över de hårda dragens besvikenhet och de blågrå ögonen, som fått oktobers kalla och klara bitterhet, föreställer hon den typiska soldatänka, som Sverige var vid stora ofredens slut".
Brita Christina skildrar sin stora sorg då sonen Otto Johan dog vid 12 års ålder i hetsig feber i ett gravkväde tryckt tillsammans med hans likpredikan. Rätten att få gråta över ett förlorat barn uttrycks i hennes sorgedikt och är ovanlig eftersom den inte slutar med att jaget övervinner sin sorg, trösten får en undanskymd plats, dessutom ifrågasätts sörjandets sociala och religiösa ramar. 
O Gud hur’ har tu nu mitt Moders hierta sårat
Hwij måst jag dag och natt nu fälla bittra tårar?...
Mitt hierta som war förr båd’ warit friskt och rödt
Är nu af ängslan stelt och kalt, ja swart och dödt...
.
Jag kan för thenne sorg ey såfwa, äta dricka;
Ty hjertat mitt thet will af ängslan sönderspricka
Min son, jag saknar tig, som nu i grafwen göms
Utur mitt hierta, ach! tu aldrig nånsin glöms
.
Thet wet jag wäl at han nu sällare skal wara;
Jag wet min OTTO är nu tagen från all fara.
När enredlig Mor enlydig Son har mist,
så lär sensibelt folck med henne sörja wist